# Balatonkeresztúr
Balatonkeresztúr község Somogy vármegyében, a Marcali járásban.

## Fekvése
A Dél-Dunántúlon, a Balaton déli partján fekszik, a Szigliget és Balatonederics közti öböllel átellenben. Közigazgatási területének kelet-nyugati irányú kiterjedése eléri a 8 kilométert, de ennek ellenére csak alig 1 kilométernyi partszakasszal rendelkezik, mert Balatonkeresztúr és a tó közé mintegy 6 kilométernyi hosszban beékelődik  Balatonmáriafürdő 6-700 méter széles belterületi sávja.
További szomszédai: kelet felől Balatonfenyves, dél felől Kéthely és Balatonújlak, nyugat felől Balatonszentgyörgy és Balatonberény. Vízterületén határos még Balatongyörökkel is.
Szőlő- és borgazdasági szempontból a Balatonboglári borvidékhez tartozik.

### Megközelítése
A település belterületén végighalad a 7-es főút, s azzal párhuzamosan vezet, de természetesen lakott területén kívül az M7-es autópálya; ezeken könnyen elérhető Budapest-Székesfehérvár-Siófok és Nagykanizsa felől is (az autópályáról Balatonfenyvesnél vagy Balatonszentgyörgynél kell letérni). A 7-es főútból itt ágazik ki a Balatonberényre vezető 7119-es út, déli részén pedig a 6707-es út halad keresztül, amely egykor a 68-as főút része volt. A település nyugati határszélének közvetlen közelében ágazik ki a 7-esből a 76-os főút is .
Vonattal elérhető a Budapest–Murakeresztúr-vasútvonalon – ezen állomása Balatonmáriafürdő vasútállomás. Áthalad a településen a Somogyszob–Balatonszentgyörgy-vasútvonal is, amelynek Balatonkeresztúr vasútállomása is van, de ezen a vonalon megszűnt a személyforgalom.

## Története
A nevét a somogyi konvent birtokaként említő legrégibb dokumentum 1400-ból maradt fenn. 1506-tól 1550-ig a Keresztúri család földesúri hatósága alá tartozott. Az 1562. évi török kincstári adólajstromban 3, az 1580. éviben 11 házzal szerepel. 1660-ban Sárkány Miklósné, az 1703 körül készült összeírás szerint pedig már Festetics Pál birtoka volt Az ő  birtoka volt még 1715-ben is, amikor 6 háztartását írták össze. 1726-tól a Festetics család tagjai közül Festetics Kristófé, majd 1776-ban gróf Festetics Pál birtoka volt. Az 1900-as évek elejének adatai szerint akkor is a Festeticseké volt.
2007-ben a Fonyódi kistérségből átkerült a Marcali kistérségbe, majd 2013-ban a Marcali járásba.

## Közélete

### Polgármesterei
- 1990–1994: Bárdos János (független)[4]
- 1994–1998: Bárdos János Antal (független)[5]
- 1998–2002: Bárdos János Antal (független)[6]
- 2002–2006: Bárdos János (független)[7]
- 2006–2010: Kovács József (független)[8]
- 2010–2014: Kovács József (Fidesz-KDNP)[9]
- 2014–2019: Kovács József (Fidesz-KDNP)[10]
- 2019–2024: Kovács József (Fidesz)[11]
- 2024– : Kovács József (független)[1]

## Népesség
A település népességének változása:
| Lakosok száma | 1605 | 1556 | 1504 | 1737 | 1664 | 1671 | 1645 |
|               | 2013 | 2014 | 2015 | 2021 | 2022 | 2023 | 2024 |

A 2011-es népszámlálás során a lakosok 83%-a magyarnak, 3,6% németnek, 0,2% horvátnak mondta magát (16,6% nem nyilatkozott; a kettős identitások miatt a végösszeg nagyobb lehet 100%-nál). A vallási megoszlás a következő volt: római katolikus 61,4%, református 2,9%, evangélikus 0,8%, felekezet nélküli 6,4% (27,5% nem nyilatkozott).
2022-ben a lakosság 87,6%-a vallotta magát magyarnak, 5,1% németnek, 0,6% cigánynak, 0,2% románnak, 0,2% ukránnak, 0,1-0,1% lengyelnek, horvátnak és szlováknak, 2,6% egyéb, nem hazai nemzetiségűnek (9,6% nem nyilatkozott; a kettős identitások miatt a végösszeg nagyobb lehet 100%-nál). Vallásuk szerint 43,4% volt római katolikus, 2,8% református, 1,7% evangélikus, 0,3% görög katolikus, 0,1% ortodox, 0,8% egyéb keresztény, 1% egyéb katolikus, 11,2% felekezeten kívüli (38,5% nem válaszolt).

## Nevezetességei
- Szent Kereszt felmagasztalása templom: a megye egyik legfontosabb műemléke. Barokk templom, melyet Festetics Kristóf építtetett. A karzat és a templomhajó a középkori templom maradványaiból épült. Kereszt formájú alappal bír, a tornya kétemeletes, az oldalfalakon 3 hegedűtok ablak található. A kupolát, valamint az oldalfalakat értékes színgazdag, bibliai témájú freskók és girlandok díszítik.
- Festetics-kastély

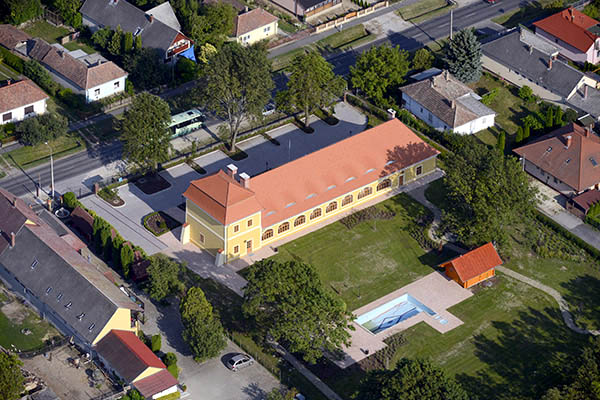
A kastély